# Art des migrations

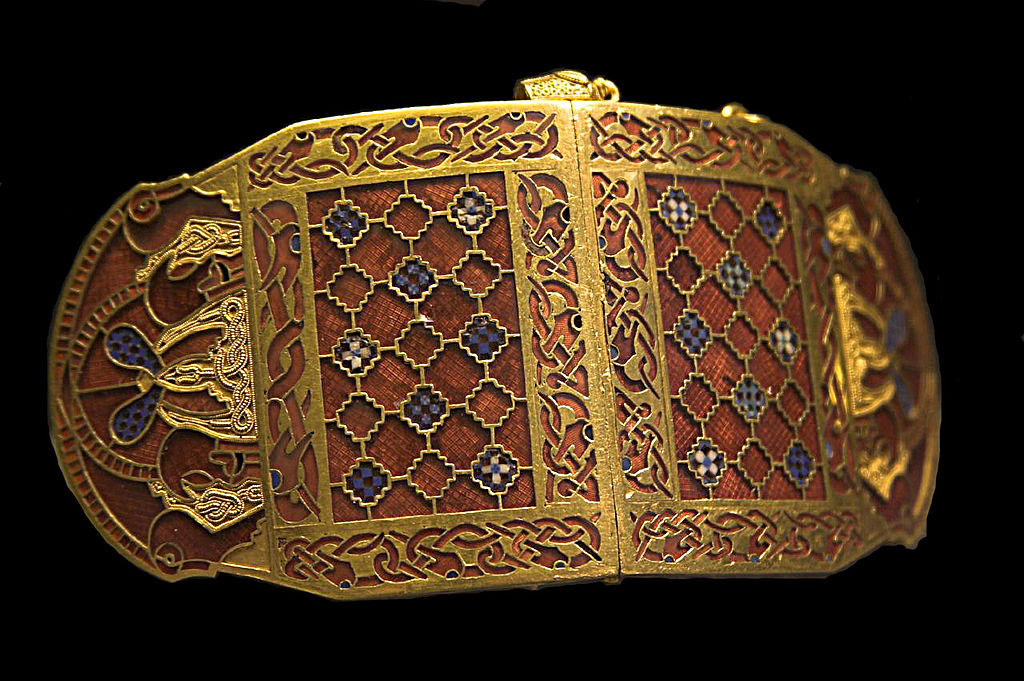
Protège épaules du VIIe siècle, enterrement maritime anglo-saxon au Sutton Hoo. Alternate view. British Museum.

L'art des migrations (appelé aussi arts barbares) correspond aux œuvres d'art liées aux migrations des peuples germaniques durant les grandes invasions de 300 à 900. Cela inclut l'art de migration des tribus germaniques du continent, comme aussi l'art hiberno-saxon résultant de la fusion des arts anglo-saxon et celtique en Angleterre. Cet art explore différentes formes comme le style polychrome et le style animal.
L'art des migrations est un des arts majeurs de l'art médiéval primitif.

## Contexte
Au IIIe siècle, l'Empire Romain s'était quasiment effondré et son armée devenait de plus en plus germanique dans sa composition, de telle sorte qu'au IVe siècle, quand les Huns ont repoussé les tribus nomades des Germains vers l'ouest, ils se sont répandus à travers les frontières de l'Empire et ont commencé à s'y installer. Les Goths se sont installés en Italie et en Espagne, dans le nord, les Francs se sont installés en Gaule et à l'ouest de l'Allemagne, et au Ve siècle des tribus de Germains et de Scandinaves telles que les Angles, Saxons et Jutes ont envahi l’île de Bretagne. Au tout début du VIe siècle, l'Empire Romain d'Occident a presque complètement été remplacé par de petits royaumes germaniques, moins organisés politiquement, mais néanmoins vigoureux.
Si ces royaumes n'ont jamais été homogènes, ils partageaient néanmoins certains éléments de culture en commun. Traditionnellement nomades, ils ont commencé à se sédentariser et à devenir fermiers et pêcheurs. Des preuves archéologiques montrent qu'ils n'ont pas de tradition d'art monumental, comme l'architecture ou la sculpture de grande taille, préférant à la place un art "mobile" et à fonction utilitaire, comme les armes, outils et bijoux. L'art des peuples Germaniques est presque entièrement fait d'éléments d'ornement personnels, portables, et mis en tombe comme signe d'apaisement pour les esprits morts afin de protéger les vivants.
Trois styles dominent l'art germanique. Le style polychrome, qui a pour origine les Goths qui se sont installés dans la région de la mer Noire, le style animal, que l'on trouve en Scandinavie, au nord de l'Allemagne et dans l'Angleterre anglo-saxonne, et finalement le style hiberno-saxon, caractérisé par une période courte mais néanmoins prospère qui a vu la fusion des styles animal, celtique et d'autres motifs et techniques.

## Art de migration

### Style polychrome
Voir aussi : Art wisigoth

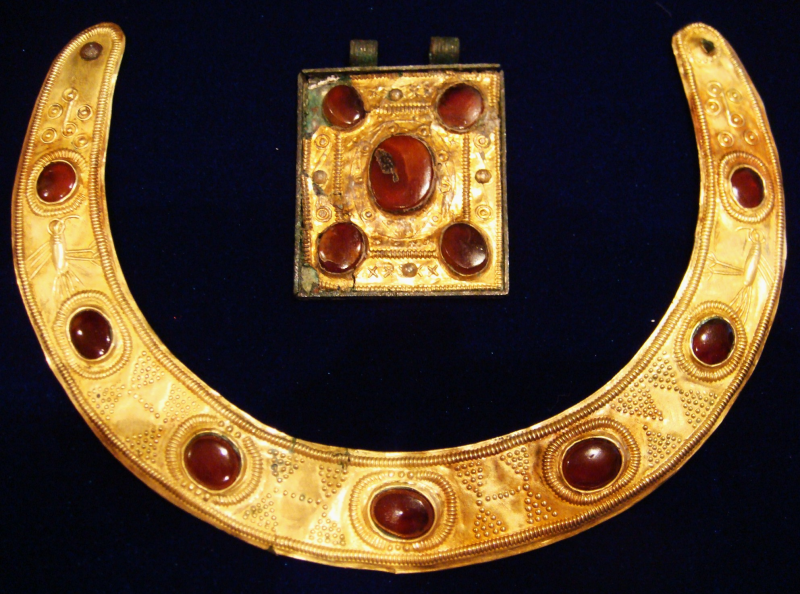
Collier et amulette Samarto-Persans

Pendant le IIe siècle, les Goths du sud de la Russie se sont découvert un goût nouveau pour les figurines en or et les objets incrustés de pierres précieuses. Ce style a été emprunté aux Scythes et Sarmates, avec des influences romaines, et était aussi populaire chez les Huns. L'exemple le plus connu provient du IVe siècle trésor de Pietroasa est en Roumanie, composé aussi d'une grande broche d'aigle en or (image). Le motif de l'aigle dévie de l'est de l'Asie et provient des apports des ascendants des Goths dans l'Empire Hun, comme au IVe siècle la boucle de ceinture à tête d'aigle polychrome Goth (image) du sud de la Russie.

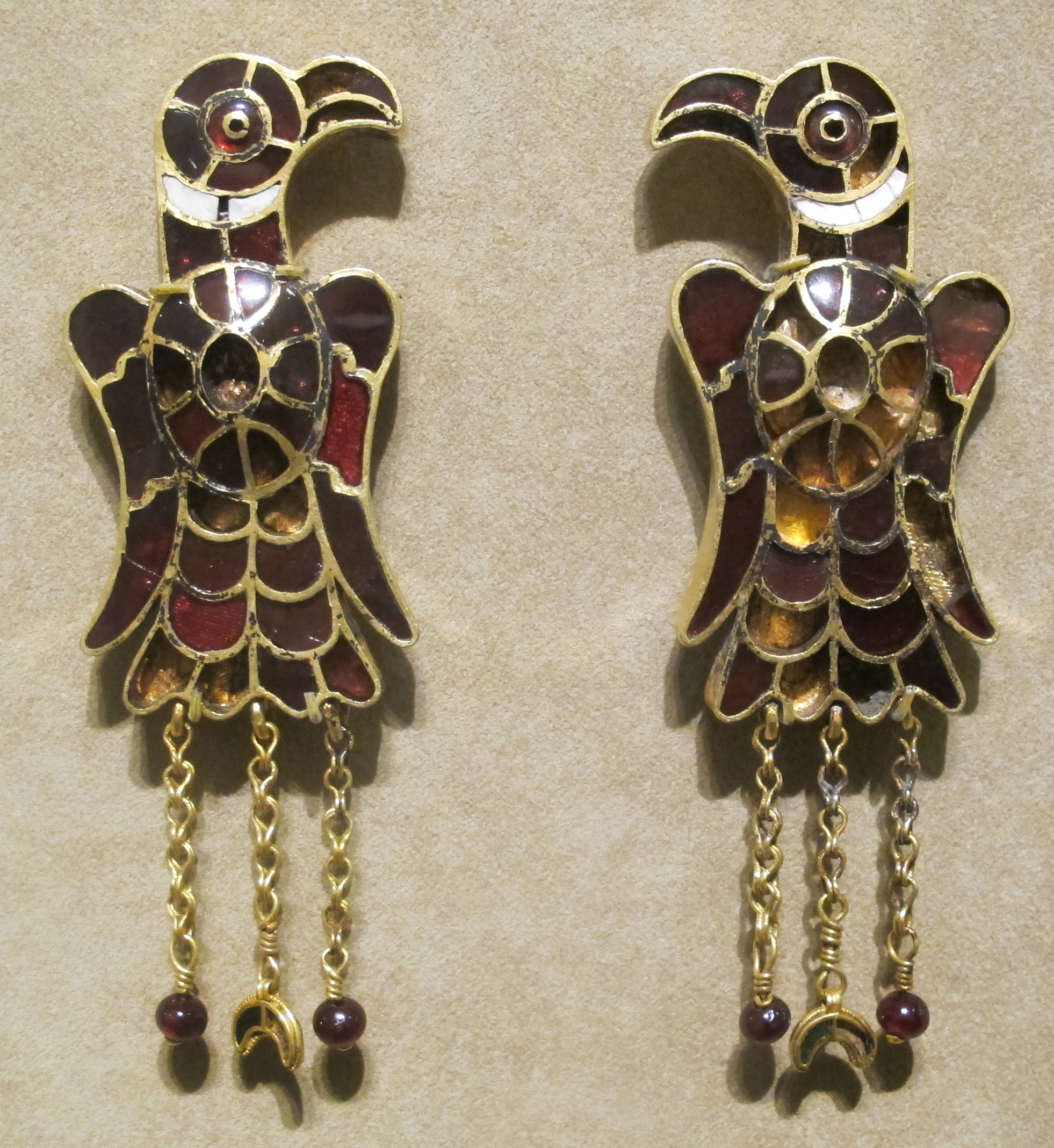
Fibule ostrogoth

Les Goths ont amené ce style en Italie, dans le sud de la France et en Espagne. Un exemple bien connu est celui de la fibule à l'aigle ostrogothe de Césène, Italie, actuellement au musée de Nuremberg (voir l'image). Un autre est la couronne votive polychrome gothe (image) de Recceswinth, roi de Tolède, trouvée dans une cache datant d'environ 670 dans un verger nommé Guarrazar, près de Tolède. La popularité de ce style est attestée par la découverte d'une épée polychrome (image) dans la tombe du roi franc Childéric Ier, bien au nord des Alpes, datée du Ve siècle.

### Style animal
Article principal : style animal
L'étude des décorations zoomorphiques a été initiée par Bernhard Salin au début du XXe siècle. Il a classifié l'art animal des périodes 400-900 en trois phases : styles scandinaviens I, II et III. Pour la période de migration, les deux premiers styles sont les plus importants.
- Style I. Ce style apparaît d'abord au nord-est de l'Europe, ayant probablement pour origine les traditions des peuples nomades d'Asie issus des Steppes. Il devient un nouveau style par l'introduction de découpage par morceaux appliqué au bronze et à l'argent au Ve siècle. Il est caractérisé par des animaux dans les marges des œuvres qui sont tordus, exagérés, surréalistes, les morceaux de corps fragmentés emplissant tout l'espace disponible, créant un sentiment d'intense énergie dans les détails. Cela se voit tout particulièrement sur le pommeau de l'épée Vendel de la Tombe V, Snartemo Hägebostad, Vest Agder, Norvège (voir l'illustration), comme aussi dans cette fibule (image) provenant de Öland Island, environ 400-450.

- Style II. Après 600 le style I était en déclin et le style II Salin a crû en popularité. Remplaçant les animaux surréalistes et fragmentés du style I, les animaux du style II sont entiers, allongés et entrelacés en des formes symétriques. Ainsi deux ours s'affrontent dans une symétrie parfaite, formant le contour d'un cœur. Des exemples du style II peuvent être vus sur le couvercle d'une bourse en or (image) au Sutton Hoo (environ de 625).

### Influence chrétienne

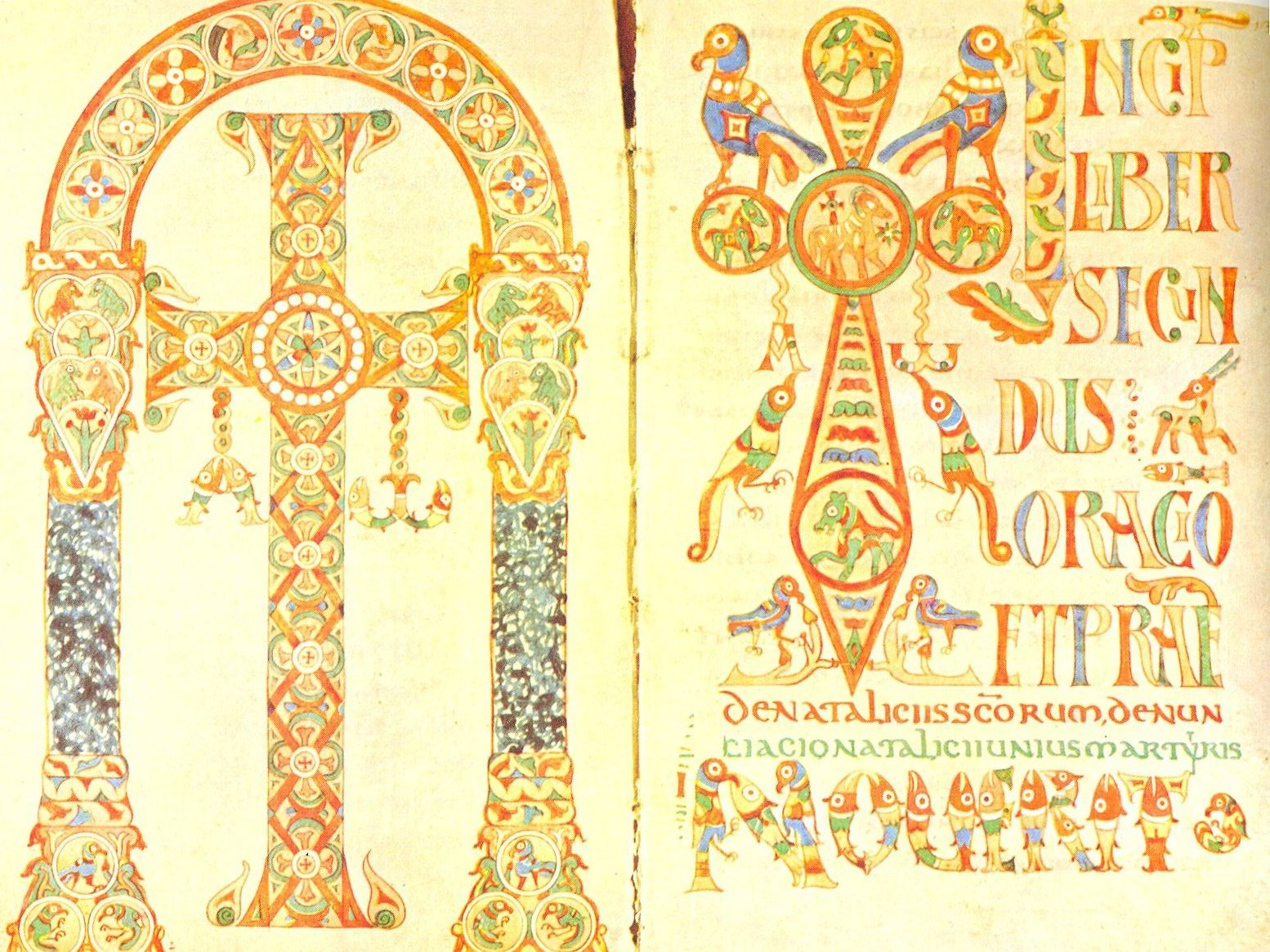
Sacramentarium Gelasianum. Frontispice et Incipit. France, milieu du VIIIe siècle, bibliothèque apostolique vaticane. Reg. Lat. 316. Folios 131v/132

L'église des débuts de la période des Migrations a émergé comme seule force supranationale en Europe après l'effondrement de l'Empire Romain. Elle a fourni un élément d'unification et est la seule institution survivante qui puisse préserver la civilisation classique. Avec la fin de la conversion des peuples Germaniques vers la fin du VIIe siècle en Europe de l'Ouest, l'Église devient le premier mécène de l'art, commissionnant des manuscrits enluminés et autres objets liturgiques. Les traces montrent un déclin progressif des formes Germaniques et leur remplacement par les formes d'influence méditerranéenne. Ce processus s'est imposé rapidement avec les Goths d'Italie et d'Espagne et plus lentement en allant vers le nord. Ce changement a été observé au VIIIe siècle dans le codex du sacramentaire gélasien mérovingien, qui ne contenait pas d'éléments de style II, mais à la place présentait des exemples de poissons méditerranéens utilisés dans la construction de grandes lettrines enluminées au début des chapitres.

## Art hiberno-saxon
Voir aussi : art celtique
L'art hiberno-saxon a été confiné à l'Angleterre et l'Irlande et a résulté de la fusion des traditions germaniques (par les Anglo-Saxons) avec les traditions celtiques (par les moines Irlandais). Il a été observé depuis la fin du VIIe siècle et ce style aurait continué en Angleterre environ 150 ans jusqu'aux invasions Viking du IXe siècle (après lesquelles on voit l'émergence de l'art anglo-saxon), et en Irlande jusqu'au XIIe siècle (période après laquelle apparaît l'art roman).

### Histoire
Les Celtes d'Angleterre et d'Irlande étaient déjà convertis au christianisme quand les païens Angles, Saxons, Jutes et Frisons ont envahi l'Angleterre au Ve siècle. Les Celtes d'Irlande n'ont jamais été envahis et ont continué à développer une culture chrétienne en toute tranquillité, se centrant sur le monachisme, que les tribus celtes trouvaient plus adapté à leur modèle de vie traditionnel que le système hiérarchique des évêques et diocèses. Ainsi au VIe siècle les monastères des Celtes irlandais devinrent la forme dominante de chrétienté, et comme l'évangélisation était le but premier du monachisme, ils étaient préparés à diffuser le savoir latin en l'Angleterre, et ailleurs.
Saint Colomban était un missionnaire Irlandais d'envergure qui vers 563 a fondé une base sur l'île écossaise de Iona, dont il a converti les Pictes païens en Écosse. Les moines de Colomban allèrent ensuite en Northumbrie en 635 et fondèrent un monastère sur l'île de Lindisfarne, depuis laquelle ils ont converti le nord de l'Angleterre. Cependant Rome avait déjà commencé la conversion des Anglo-Saxons depuis le sud avec une mission au Kent en 577. Là commença un conflit entre les moines irlandais et Rome sur la date de célébration de Pâques, à la suite de laquelle la mission irlandaise se retira de Lindisfarne vers Iona. Ainsi l'Angleterre anglo-saxonne devint de plus en plus sous l'influence méditerranéenne, mais pas avant que l'âge d'or de l'art celtique irlandais et anglo-saxon art ne fusionnent.
La première œuvre qui peut être appelée purement hiberno-saxonne est le livre de Durrow vers la fin du VIIe siècle. Ensuite vint l'âge d'or du travail du métal, des manuscrits et de la sculpture sur pierre. Au IXe siècle l'art hiberno-saxon arriva près de sa fin avec les irruptions d'invasions et de raids Vikings (vers 807) et une domination des formes méditerranéennes (voir Art anglo-saxon).

### Manuscrits enluminés

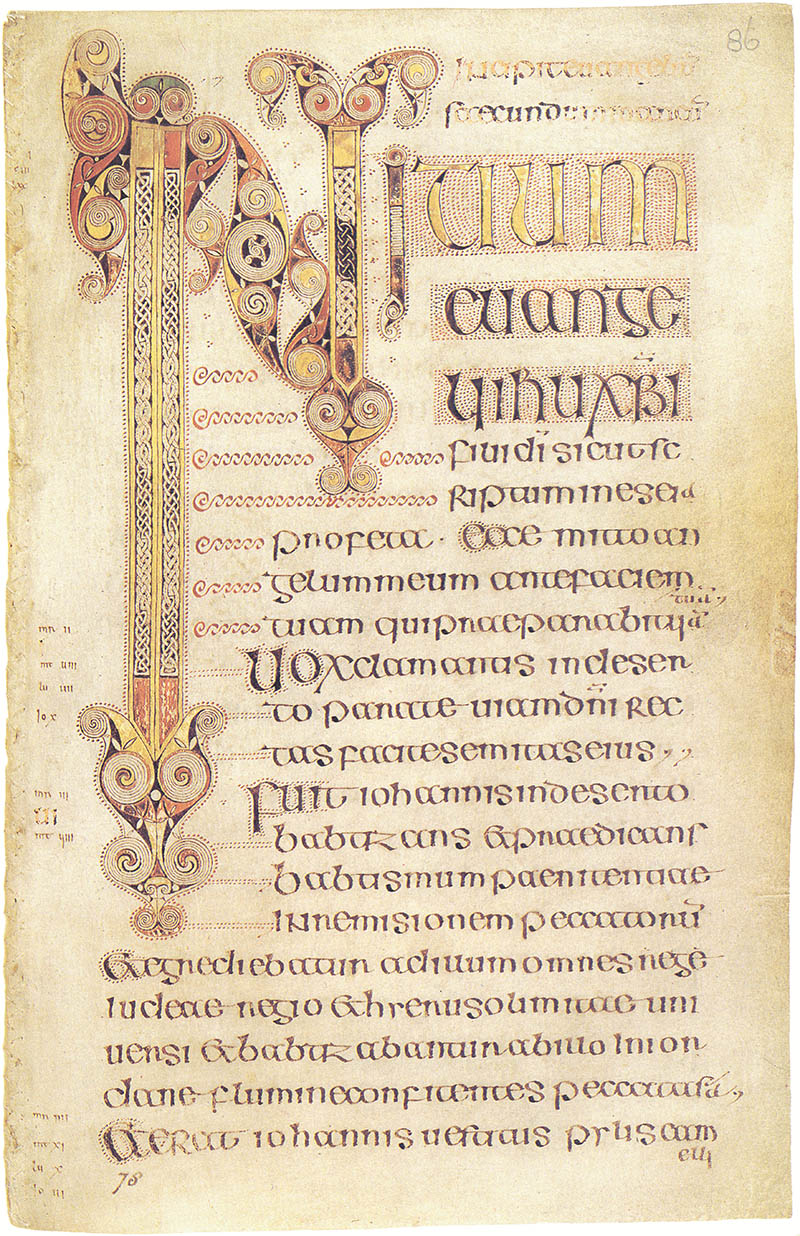
Livre de Durrow, VIIe siècle. Un des premiers exemples d'art Hiberno-Saxon.

L'art celtique irlandais a été, depuis l'âge du fer, toujours caractérisé par la culture de La Tène pour le travail du fer. Les boules suspendues celtiques, comme celles trouvées au Sutton Hoo, sont parmi les pièces les plus importantes de ces artisans. Au fur et à mesure que les missionnaires Irlandais ont commencé à répandre les évangiles, ils ont eu besoin de livres, et presque depuis le début ont commencé à embellir leurs textes avec des dessins artistiques inspirés de ces traditions métallurgiques. Les spirales et les entrelacs dans les capitales illustrées — présentes dans les premiers manuscrits comme le Cathach de saint Columba du VIIe siècle — emprunte son style directement aux émaux celtiques et motifs sur fer de La Tène.
Après le Cathach de St. Colomba, les enluminures et décorations de livres devinrent de plus en plus complexes et de nouveaux styles d'autres cultures furent introduits. Les capitales enluminées — pages complètes d'ornementation sans texte — ont été insérées habituellement au début de chaque évangile. Les motifs géométriques et motifs de cordons entrelacés sont d'origine antique romaine, on les rencontre fréquemment dans les mosaïques romaines, et dans l'art paléochrétien de tout l'empire, y compris chez les Coptes égyptiens où ce style décoratif apparait dès les plus anciens manuscrits paléochrétiens parvenus jusqu'à nos jours. L'usage de plus en plus important d'ornementations animalières est une contribution anglo-saxonne dans son style animalier, dont les origines sont à chercher dans les steppes (art scythe) ayant traversé l'Europe durant les grandes migrations. Toutes ces influences et traditions se sont combinées avec des motifs typiquement celtes comme le triskèle et autres spirales, dans ce qui sera appelé le nouveau style hiberno-saxon, dont le Livre de Durrow fin VIIe siècle est le premier exemple. Les Évangiles de Lindisfarne sont un autre exemple célèbre.
Le livre de Kells a probablement été créé à Iona au VIIIe siècle. Quand les moines s'enfuirent en Irlande à la suite des raids Vikings de 807, ils l'ont probablement emporté avec eux à Kells en Irlande. C'est le manuscrit hiberno-saxon le plus décoré ; il représente un large éventail de techniques et motifs créés pendant le VIIIe siècle.

### Travail du métal
Au VIIIe siècle a émergé une résurgence du travail des métaux avec de nouvelles techniques dont le filigrane doré qui permettait des ornementations de plus en plus petites et détaillées. La broche de Tara et le calice d'Ardagh sont parmi les exemples les plus magnifiques. Ils ont réuni tous les talents nécessaires des orfèvres du VIIIe siècle en une seule pièce : l'ornementation est appliquée à une variété de matériaux, sculpture par copeaux, filigrane, cloisonnement et cristal de roche.

### Sculpture sur pierre
Les capacités présentées dans les œuvres en métal peuvent être vues dans les sculptures sur pierre. Pendant de nombreux siècles la coutume irlandaise a présenté de larges croix de bois dans les monastères. Elles ont été aussi réalisées en pierre et ont été couvertes avec les mêmes motifs entrelacés utilisés par les forgerons.

## Compléments